# 主教座堂广场 (圣吉米尼亚诺)
43°28′4.03″N 11°2′35.32″E / 43.4677861°N 11.0431444°E

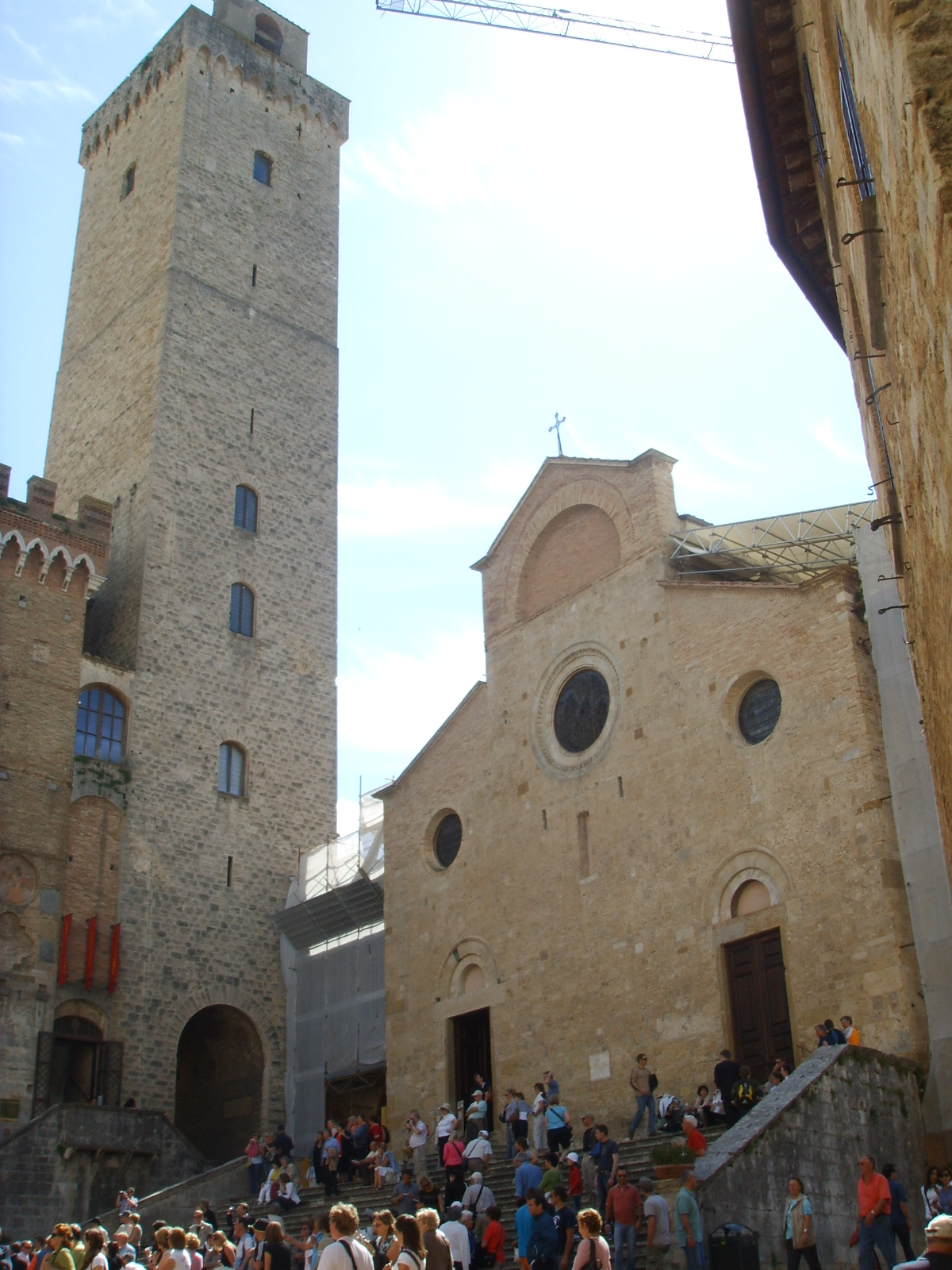
主教座堂广场

主教座堂广场（Piazza del Duomo）与水井广场毗邻，是意大利托斯卡纳大区锡耶纳省中世纪小城圣吉米尼亚诺的一个美丽的广场，得名于广场上的圣吉米尼亚诺主教座堂。
主教座堂广场建于13世纪上半叶，圣吉米尼亚诺历史上的黄金时代。
主教座堂广场位于小城两条主要街道的交汇处：南北走向的Francigena路和东西走向的比萨-锡耶纳路。自从13世纪以来，主教座堂广场是宗教与政治中心，而毗邻的水井广场是市场和人们节庆与比赛的场所。
主教座堂广场呈梯形，略有倾斜，西面的阶梯通向主教座堂，对面是旧Podesta宫，北面是Salvucci双塔，南面是新Podesta宫。

## 图片

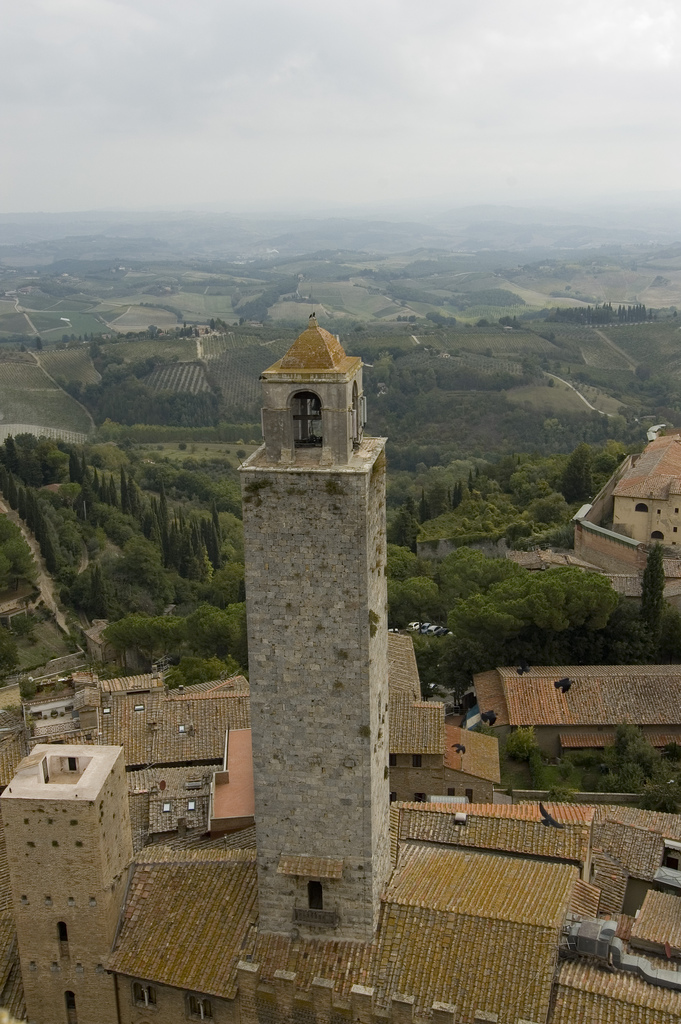
La Rognosa
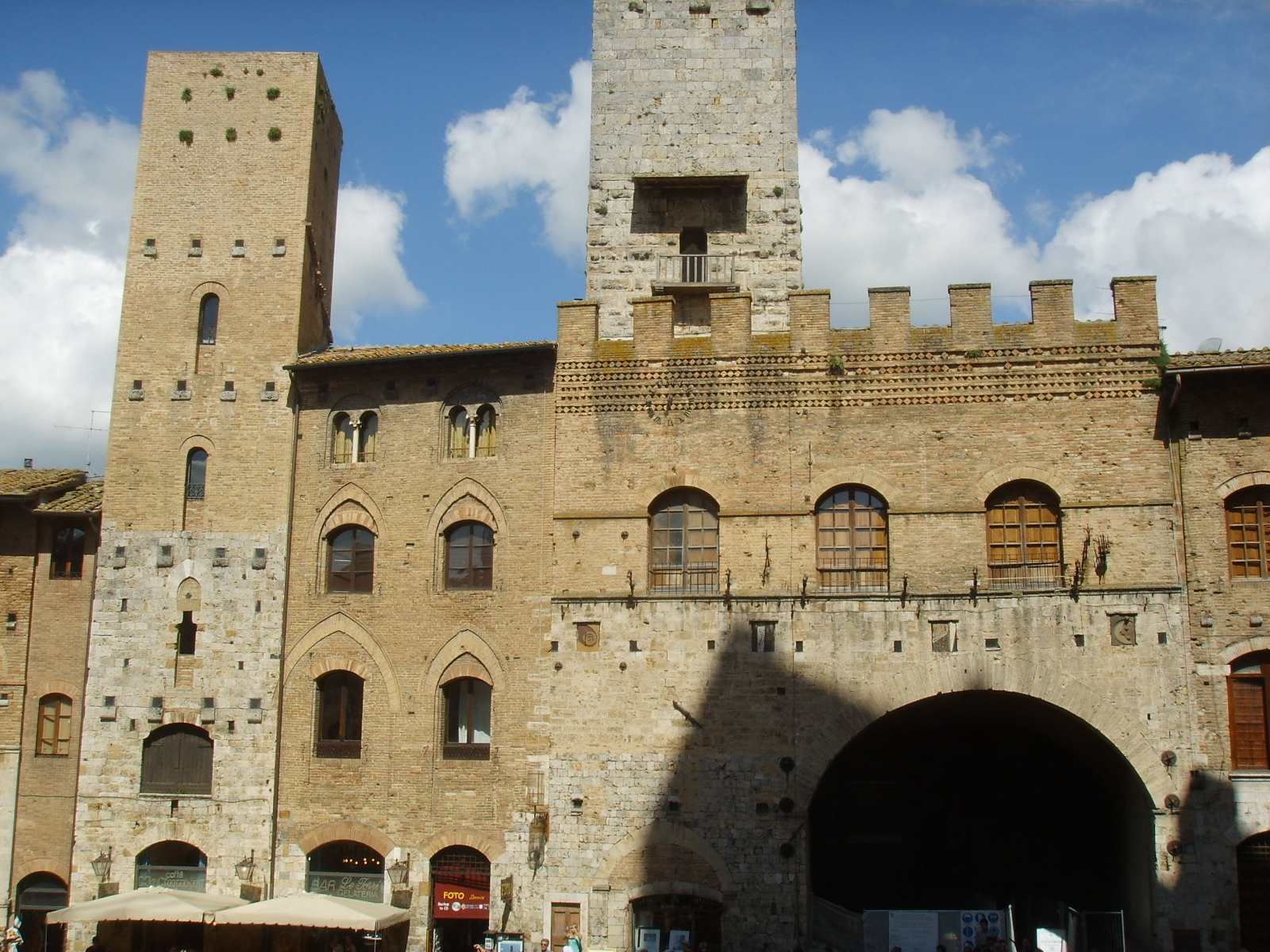
旧Podesta宫和Chigi塔
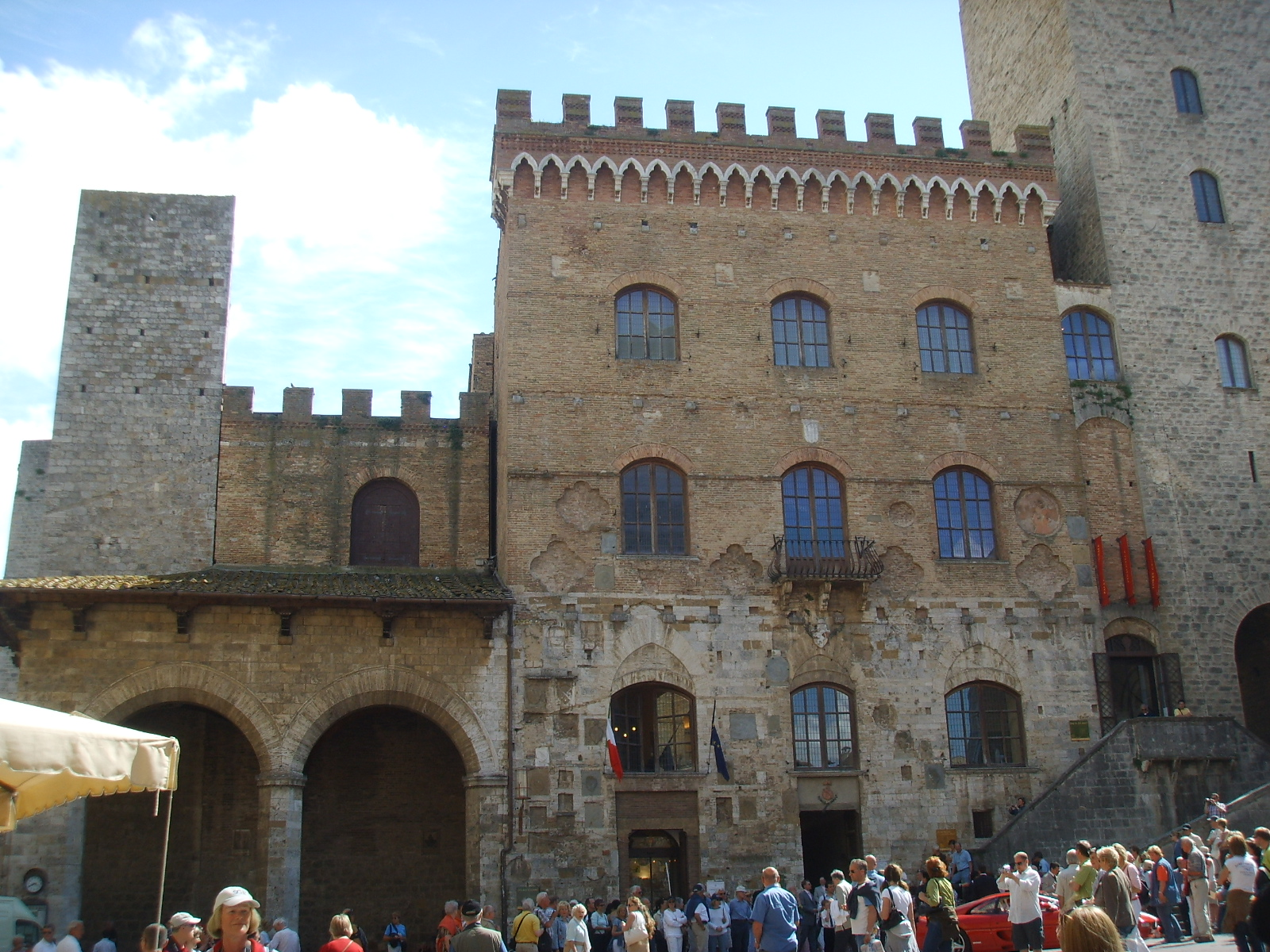
新Podesta宫
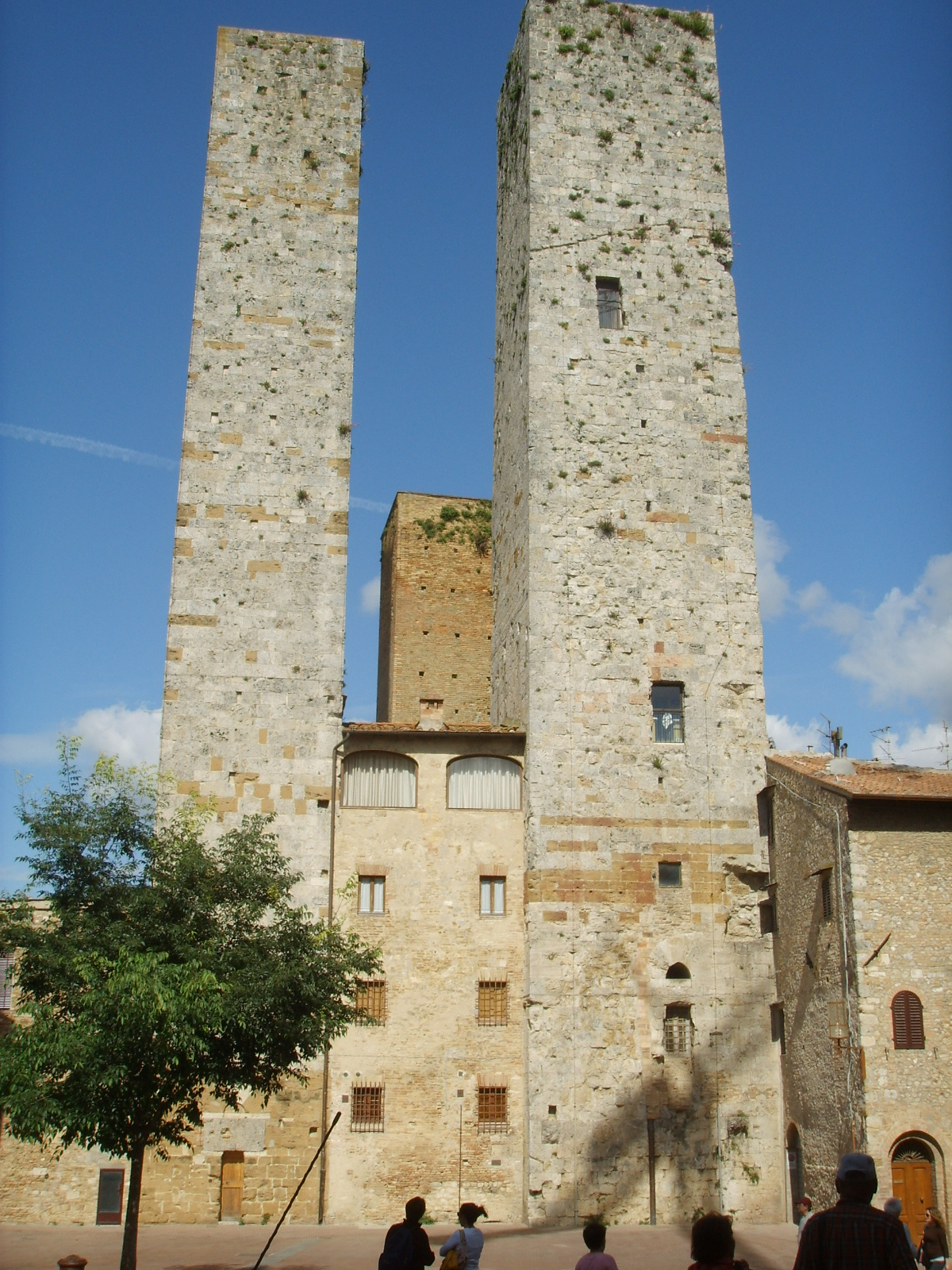
Salvucci双塔